# АСВК
АСВК («Армейская Снайперская Винтовка Крупнокалиберная»; Индекс ГРАУ — 6В7, с оптич. и ноч. прицелами — 6С8, 6С8-1) — российская крупнокалиберная снайперская винтовка, созданная в 2004 году коллективом конструкторов завода имени В. А. Дегтярёва в Коврове на базе винтовок КСВК («Ковровская снайперская винтовка крупнокалиберная») и СВН-98 («снайперская винтовка Негруленко»).

## История
Работы над созданием крупнокалиберной снайперской винтовки, со схемой компоновки механизмов «булл-пап» на заводе имени В. А. Дегтярёва в Коврове начались в 1996 году. Коллектив конструкторов, работавших над принципиально новым видом оружия, возглавил Вячеслав Негруленко. Уже через два года, в 1998 году, была создана винтовка, получившая название СВН-98, которая пошла в первую опытную серию. На базе СВН-98, тем же коллективом конструкторов, в 2000 году, была разработана винтовка КСВК так же, как и её предшественница, пошедшая в опытную серию. После тщательных испытаний и опытной эксплуатации в действующих войсках, в 2004 году, всё теми же авторами, была создана ещё более совершенная винтовка, которая получила название АСВК («армейская снайперская винтовка крупнокалиберная»). Именно этот образец оружия, начиная с 2004 года и до настоящего времени, был запущен в крупносерийное производство.

## Принятие на вооружение
В 2013 году крупнокалиберная снайперская винтовка АСВК была принята на вооружение вооружённых сил Российской Федерации под наименованием «12,7 миллиметровый снайперский комплекс 6C8».

## Конструкция
Технически представляет собой 5-зарядную винтовку с продольно-скользящим поворотным затвором, скомпонованную по схеме булл-пап (такая компоновка позволила уменьшить общую длину оружия до 1420 мм при сохранении значительной длины ствола — 1000 мм).
Для стрельбы из АСВК применяются снайперские патроны калибра 12,7×108 мм, но могут также использоваться любые патроны стандарта 12,7×108 мм.
Подача патронов при стрельбе производится из коробчатого магазина. Приёмная горловина расположена между пистолетной рукояткой управления огнём и прикладом. Магазин снабжен пластмассовой накладкой, позволяющей использовать его в качестве дополнительной опоры для левой руки стрелка. Выброс стреляных гильз производится через расположенное с правой стороны ствольной коробки окно, которое в походном положении закрывается крышкой.
Ствол вывешенный, закреплен консольно в ствольной коробке и не соприкасается с другими частями винтовки, изготавливается способом холодной ковки. На стволе установлен дульный тормоз, уменьшающий силу отдачи в 2,5 раза.
При стрельбе используются сошки, которые крепятся к специальному стержню ствольной коробки. В походном положении они складываются вперёд.
Затыльник приклада снабжён изготовленным из пористого материала амортизатором. Это позволяет стрелку сделать несколько десятков выстрелов, не испытывая неприятных ощущений в плече.

## Прицельные приспособления

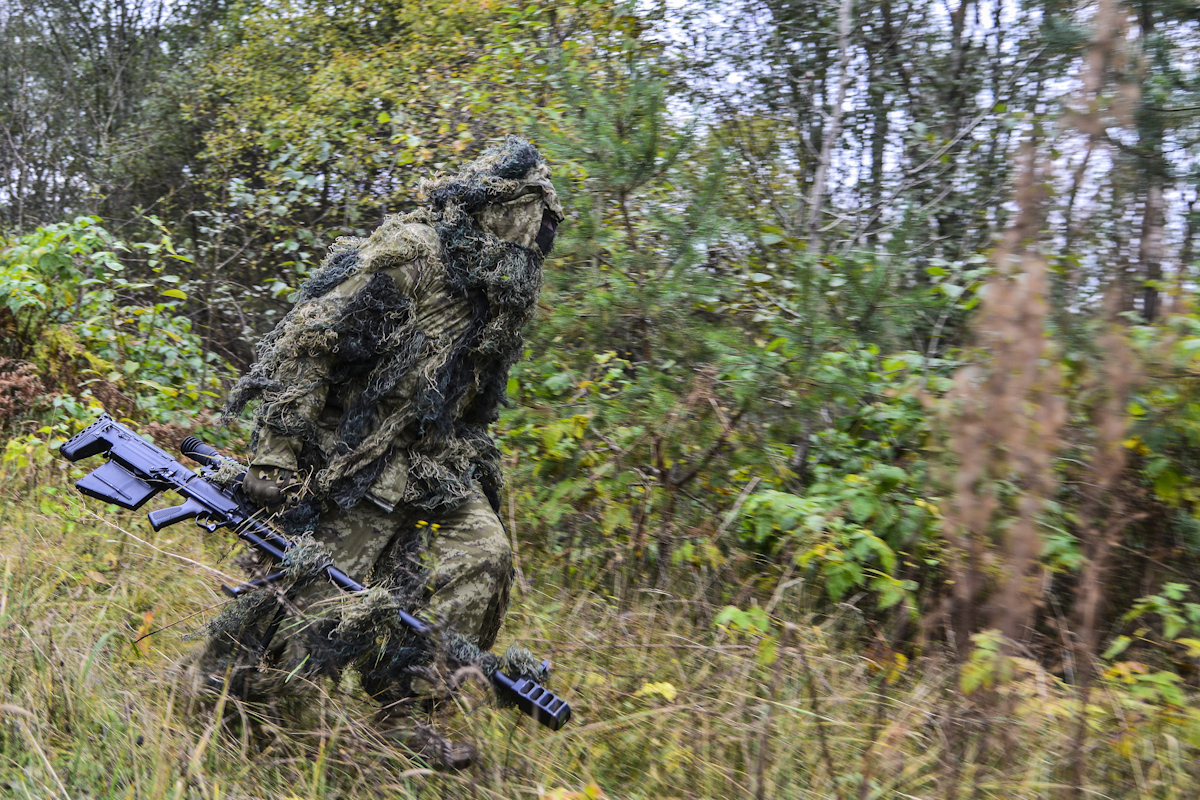
Снайпер 76-й гв. дшд с АСВК.

Винтовка снабжена механическими прицельными приспособлениями, включающими мушку и целик, смонтированные на прицельной планке, которая может использоваться также в качестве ручки для переноски винтовки. При установке оптического прицела эта прицельная планка откидывается вправо. Используются стандартные дневные оптические и ночные электронно-оптические прицелы. Оптические и ночные прицелы устанавливаются на специальной направляющей, закрепленной на кронштейне на левой стороне ствольной коробки.

## Дополнительная информация
Заявленный производителем средний поперечник рассеивания составляет порядка 160 мм на дальности в 300 м без использования специального боеприпаса (> 2 МОА). Гарантийный ресурс, выстр. − 3000.
При должном уходе и чистке ствол может выдержать 4-5 тысяч выстрелов.
Также появилась гражданская версия данной винтовки под названием 6В7-КОС.

## Страны-эксплуатанты
- Россия[4]
- Вьетнам[5]

Также винтовка предлагается на экспорт через «Рособоронэкспорт».

## Боевое применение
- Применялась пророссийскими сепаратистами в ходе войны в Донбассе. Одна винтовка с серийным номером ЦИ13 363 была захвачена украинскими силами и продемонстрирована международным экспертам в качестве подтверждения российского участия в войне[7][8].
- Также применялась в ходе Борьбы с терроризмом на Северном Кавказе
- Применяется в ходе вторжении России на Украину